# Midden in de winternacht
Midden in de winternacht is een Nederlandse speelfilm uit 2013 geregisseerd door Lourens Blok. De film is gebaseerd op het boek It's a Moose van Andreas Steinhöfel. In 2005 werd een Duitse verfilming onder de boektitel uitgebracht. 

## Verhaallijn
Nadat de ouders van Max uit elkaar zijn gegaan en hij nu alleen is met zijn moeder en zus Kiki, kan hij gewoon niet meer geloven in de Kerstman en kan hij zich dit jaar niet echt verheugen op de feestdagen. Dit verandert allemaal wanneer, in het midden van een winternacht, de eland van de Kerstman door het staldak van het huis van Max' ouders crasht. Na deze noodlanding moet de eland de jongen ervan overtuigen dat de kerstman echt bestaat, want alleen met Max' hulp kunnen hij en de kerstman herenigd worden.
Eerst geeft Max de eland, die kan praten en Moose wordt genoemd, eten. Omdat de jongen niets anders heeft, maakt hij boterhammen met pindakaas voor hem en als het dier ook om hooi vraagt, probeert Max dit lekkers bij buurman Pannemann te krijgen. Maar de man houdt niet van kinderen en jaagt hem van zijn erf. Nadat zijn vervelende en vroegrijpe zus Moose heeft ontdekt, helpt ze Max om Pannemann over te halen hen tien balen hooi te geven. Pannemann koestert al lang hoop voor Max' moeder en hoopt dat zijn vrijgevigheid indruk op haar zal maken. Na enige aarzeling accepteert ze zijn uitnodiging, maar eigenlijk vindt ze de man walgelijk.
Max brengt de komende dagen veel tijd door met Mosse en ze praten ook met elkaar over hun zorgen. Terwijl Max boos is op zijn vader omdat hij het gezin heeft verlaten vanwege een andere vrouw, wil Moose van harte dat hij zelf de echte kerstslee met de cadeautjes mag trekken en niet alleen verantwoordelijk is voor de proefritten. Nadat Moose weer fit genoeg is om een wandeling te maken, helpt hij Max als twee jongens hem van school willen slaan. Voor het eerst heeft Max nu een echte vriend die voor hem pleit. Max kan ook snel wraak nemen, want Pannemann heeft de eland ontdekt en wil hem graag als jachttrofee hebben. Met de hulp van Max kunnen ze zich verstoppen voor de hobbyjager en ontsnappen. Max is weer thuis en de kerstman zit nu ook persoonlijk op de bank. Op weg om zijn eland terug te vinden, had hij Max grootmoeder ontmoet, die op weg was naar hen toe. Zijn intuïtie had hem geadviseerd om haar aan te spreken en te vragen of ze hem een stukje in haar auto zou meenemen. Nu de baas van Moose er is, betekent dit voor Max waarschijnlijk weer dat hij afscheid neemt. Maar fataal genoeg heeft Moose zijn sterrenstof verloren, zonder welke ze niet meer naar de Noordpool zouden komen en Kerstmis dit jaar zouden uitvallen. Max zag echter hoe Pannemann het blikje vond en toen de kerstman het sterrenstof probeerde terug te krijgen, werd hij door de politie gearresteerd. Omdat hij rotsvast beweert de kerstman te zijn, wordt hij zonder meer naar de psychiatrie gebracht. Max is vastbesloten om samen met Moose het sterrenstof van Pannemann te halen. Terwijl de eland Pannemann het huis uit lokt en afleidt, kan Max het metalen blikje halen. Om te ontsnappen moeten ze Pannemann besprenkelen met wat sterrenstof. Vervolgens vliegen ze naar de kliniek, bevrijden ze de kerstman en vliegen ze met hem weg.
Nu is het tijd voor Max om afscheid te nemen van Moose. Maar hij heeft nog meer te maken met zijn walkie-talkie met mos, die dit jaar zelf de kerstslee mag trekken op kerstavond.

## Receptie
De film kreeg de onderscheiding 'waarde van de Duitse film- en mediabeoordeling': 'Alle personages in deze familiefilm hebben een goed karakter. Volgens sommige juryleden heeft de dramaturgie een aantal spanningen, maar verschillende humoristische invoegen, zoals de ietwat grillige kerstman, maken de gebeurtenissen op een mooie en zeer vermakelijke manier los. Natuurlijk is MIDDEN IN DE WINTERNACHT geen heel realistisch verhaal, maar toch is de film een leuk kerstsprookje voor kinderen die het geloof in de kerstman nog niet hebben opgegeven.'
Kino.de evalueert: 'De kersteland slaat ergens in Nederland op, klopt domme uitspraken als een deelnemer aan een [...] stoner-komedie en brengt onrust in voorheen vreedzame familiebestaan in deze sprookjesfilm uit Nederland, die matig succesvol is om de juiste toon te vinden bij kleine tot middelgrote kinderen. Criminele spanning wordt veroorzaakt door een redelijk geloofwaardige, maar betrouwbare buurman en de enigszins gesloopte kerstman.’